# Паркер, Мэттью
Мэттью Паркер (англ. Matthew Parker, 6 августа 1504, Норидж — 17 мая 1575, Ламбетский дворец, Лондон) — английский религиозный деятель и реформатор, архиепископ Кентерберийский.

## Биография
Родился в семье Уильяма Паркера и Алисы, урождённой Монинс. Мать Мэттью состояла в дальнем родстве с Томасом Кранмером. Когда мальчику было 14 лет, скончался его отец, и мать вновь вышла замуж. В 1522 году Паркер поступил в колледж Тела Христова в Кембриджском университете, где изучал науки до 1525 года. В апреле 1527 года он стал дьяконом, и спустя два месяца был посвящён в сан священника. В сентябре 1528 года Паркер вернулся в Кембриджский университет для подготовки к получению звания магистра. Он входил в число тех учёных, которых Томас Уолси собирался пригласить для работы в организуемый им «Кардинальский колледж» в Оксфорде. Как и Кранмер, Паркер отказался перейти в новый колледж. К этому времени он находился под влиянием кембриджских религиозных реформаторов. После того, как Анна Болейн была объявлена королевой Англии, Паркер стал её духовником. Благодаря её покровительству, он в 1535 году занял место декана колледжа в Стоук-бай-Клэр.
1 августа 1559 года Паркер был избран архиепископом Кентерберийским, однако оказалось сложным найти четырёх епископов, необходимых для его посвящения в этот сан. Лишь 19 декабря собравшиеся в лондонском районе Ламбет епископ Бата и Уэльса, епископ Честера, епископ Эксетера и епископ Бедфорда провели необходимую церемонию.
Во время своего руководства церковью Англии Мэттью Паркер старался избегать вмешательства в политическую борьбу, он также не входил в состав Тайного совета, созданного королевой Елизаветой I Тюдор. Как архиепископ Кентерберийский, Паркер также встречал сопротивление наиболее радикальных кальвинистов, требовавших изменений в проведении литургии и права отказаться от некоторых священнических облачений.